# Павловка (Нурімановський район)
Па́вловка (рос. Павловка, башк. Павловка) — село (у минулому смт) у складі Нурімановського району Башкортостану, Росія. Адміністративний центр Павловської сільської ради.
Населення — 4143 особи (2010; 4269 у 2002).